# Neocyclops ferrarii
Neocyclops ferrarii – gatunek widłonoga z rodziny Halicyclopidae. Nazwa naukowa tego gatunku skorupiaków została opublikowana w 1995 roku przez brazylijskiego profesora zoologii Carlosa Eduarda Falavigna da Rocha z Universidade de São Paulo.